# Ichneumon rudolphi
Ichneumon rudolphi là một loài tò vò trong họ Ichneumonidae.